# Liste der namibischen Hochkommissare in Südafrika

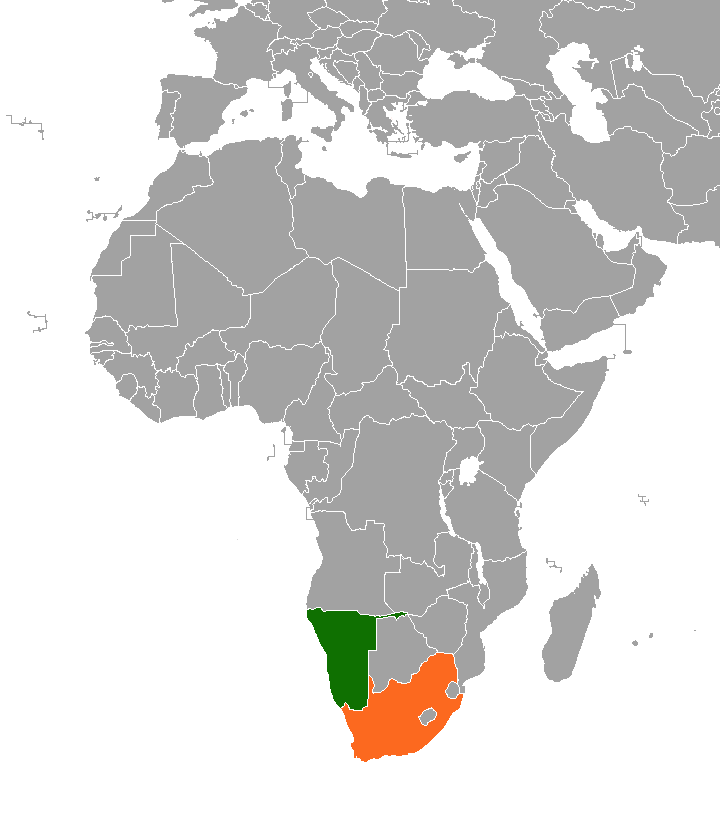
Namibia und Südafrika

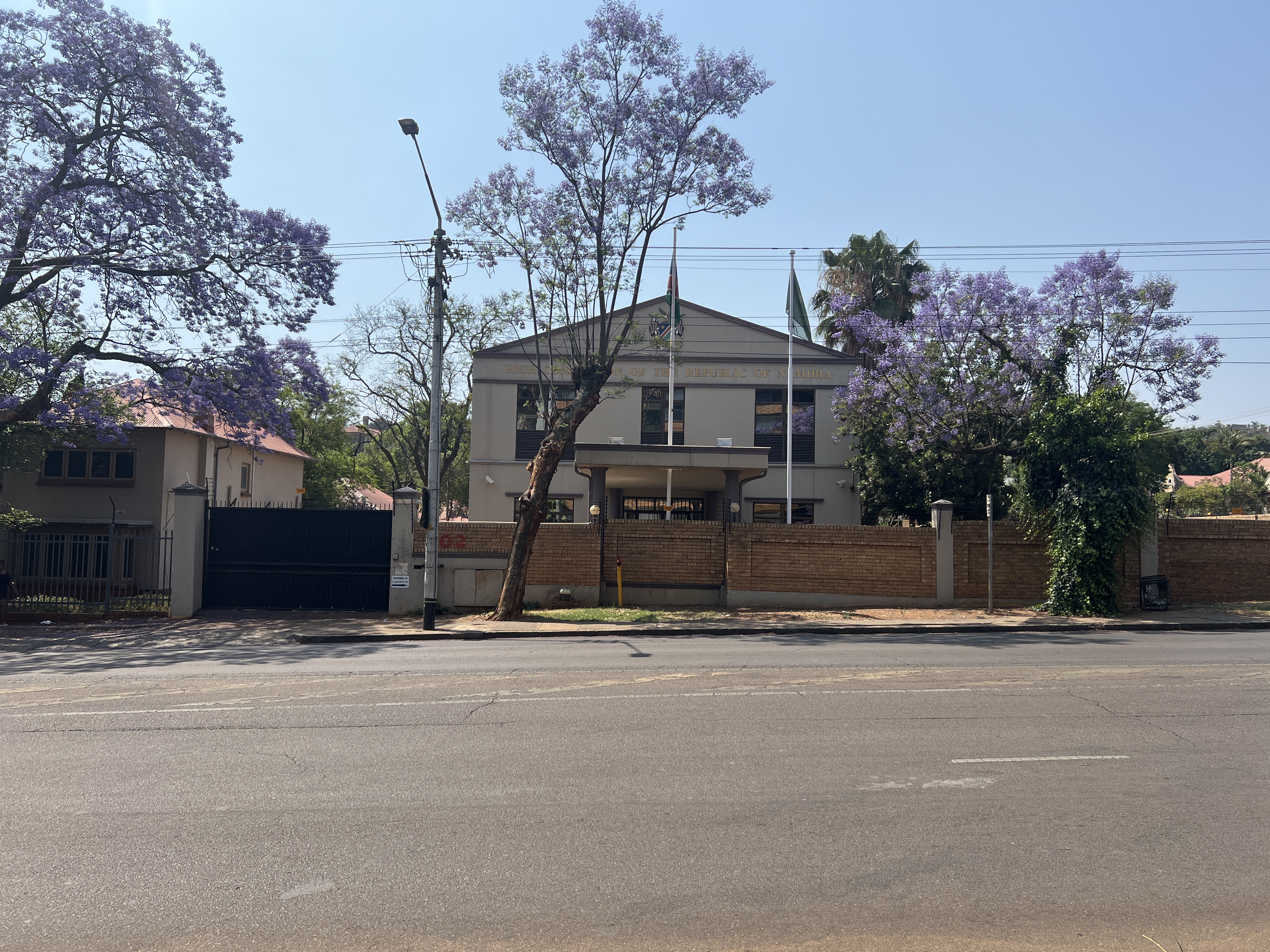
Namibisches Hochkommissariat in Pretoria (2024)

Dies ist die Liste der namibischen Hochkommissare in Südafrika. Das in Pretoria anwesende namibische Hochkommissariat wurde mit Unabhängigkeit 1990 gegründet. Der Hochkommissar in Pretoria ist auch in den Staaten Eswatini, Lesotho, Madagaskar, Mauritius und Seychellen akkreditiert.

## Hochkommissare
- 1993–1995: Joshua ǁHoëbebKlicklaut

- ?–?: Wilbard Helao
- 2006–2011: Philemon Kambala[1]
- 2011–2015: Marten Kapewasha
- seit 2015: Veiccoh Nghiwete[2]